# 蔣馮戰爭
蔣馮戰爭是1929年11月至12月冯玉祥成立护党救国军反蒋介石的一场战争。

## 历史
1929年5月15日刘郁芬、孙良诚、韩复榘等通电反蒋,推冯玉祥在陕西组织“护党救国军西北总司令。战事尚未发动，蒋介石已先下手为强，先后收买冯部将领韩复榘、石友三、刘镇华、杨虎城等倒戈附蒋。5月24日国民党中央宣布撤销冯的一切职务，查办通缉冯玉祥。5月27日冯玉祥接受阎锡山的建议通电下野。旋即应阎锡山之邀,避于太原。
1929年6月陳公博奉汪精卫命到香港，联络实力派组织护党救国军，策動粤系張發奎從湖北宜昌起兵呼應馮玉祥，張發奎初時拒絕，但為蔣介石所疑，準備以調任為名解除其兵權。9月17日,张发奎在改组派推动下在湖北宜昌发出通电，力主汪精卫回国主政，要求取消国民党三全大会选出的代表。9月25日，在法国的汪精卫等发表宣言予以响应，主张由国民党第二届中执委行使职权，改组国民政府，重开三全大会。9月27日，改組派薛岳、李朗如等聯絡原新桂系後倒戈蔣介石的广西省政府主席俞作柏和第15师师长李明瑞通电响应反蒋。在南宁正式成立护党救国军总司令部，俞任总司令。新一波反蒋行动拉开帷幕。随即刚刚在蒋介石帮助下取得了兵权的唐生智在河南举兵参加反蒋。
1929年10月初，冯玉祥与阎锡山达成了反蒋协议，决定重新使用过去国民军的名义，阎锡山任总司令，冯玉祥任副总司令。冯玉祥马上派部属密告宋哲元等要其速集兵力先占郑州，伺机进攻武汉，直捣南京。10月9日，国民党中常会推举中央政治会议主席蒋介石为国民政府主席兼国民政府军事委员会主席、国民革命军总司令。1929年10月10日，冯玉祥指令西北军将领宋哲元、孙良诚、刘郁芬、阎锡山的部下商震等联名通电指责中央“施政不顾民生，用人不求贤能，财政不公开，政治不廉洁”，拥戴阎锡山、冯玉祥讨伐蒋介石，声援张发奎。从法国赶回到香港的汪精卫，以国民党第二届中央执监委员会名义，委任了“护党救国军”各路总司令：
- 第一路军总司令阎锡山
- 第二路军总司令冯玉祥
- 第三路军总司令张发奎
- 第四路军总司令唐生智责豫西军事及善后的原国民革命军第五路军总指挥
- 第五路军总司令石友三安徽省政府主席
- 第六路军总司令何健
- 第七路军总司令胡宗铎在湖北
- 第八路军总司令李宗仁

10月，俞作柏部在蒋介石军事进攻和拉拢收买下兵败，一部起义参加中国工农红军。
西北军兵分3路由潼关向河南进兵。10月11日，蒋下令讨伐西北军，并亲自指挥5路大军与西北军交战于豫东南部及豫西。与冯相约反蒋的阎锡山被蒋收买，西北军孤立无援，冯玉祥陷入“进退维谷，啼笑皆非，心境焦虑，殆难名状”的困境。11月5日阎锡山倒向南京国民政府，接受了国民革命军陆海空军副司令一职。至11月下旬，西北军兵败，主力退回潼关。